# New Firm (Dinamarca)
El New Firm, también conocido como la Batalla de Copenhague (en danés: Slaget om København) o el Nyklassikeren, es un partido de fútbol de gran rivalidad entre los dos grandes clubes del fútbol danés, el FC Copenhague y el Brøndby IF. El nombre es una variante de la famosa rivalidad Old Firm que existe entre los dos equipos de fútbol de Escocia, el Rangers y el Celtic.
El nombre La Batalla de Copenhague proviene del libro Battle of Copenhagen, donde los autores Jens Jam Rasmussen (fan de Brøndby) y Michael Rachlin (fan del Copenhague) tratarían de averiguar cómo comenzó la rivalidad entre los dos clubes. Explican la elección del nombre como La batalla de Copenhague describe mejor que cualquier otra cosa el partido de fútbol como el evento que es cuando es el día del derbi, y toda la ciudad, el centro de la ciudad como los suburbios, está vestida de blanco, amarillo y azul.

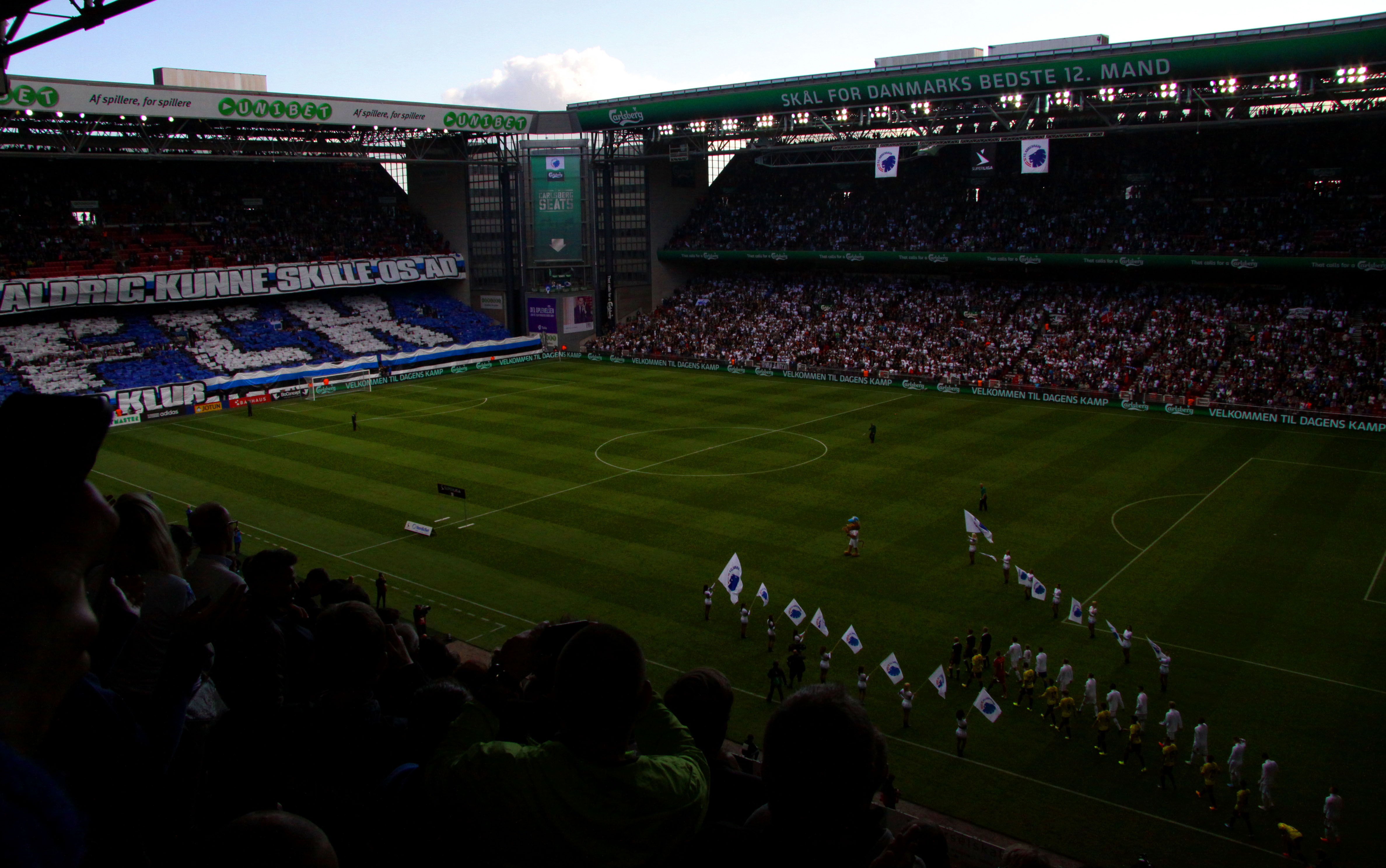
Partido del FC Copenhague y el Brøndby IF en el Parken el 21 de septiembre de 2014.

## Partidos
| Fecha                    | Estadio         | Local           | Resultado | Visitante       | Comp. |
| ------------------------ | --------------- | --------------- | --------- | --------------- | ----- |
| 9 de septiembre de 1992  | Brøndby Stadium | Brøndby IF      | 1–1       | F.C. Copenhagen | DSL   |
| 10 de octubre de 1992    | Parken Stadium  | F.C. Copenhagen | 2–0       | Brøndby IF      | DC    |
| 11 de noviembre de 1992  | Parken Stadium  | F.C. Copenhagen | 0–0       | Brøndby IF      | DSL   |
| 25 de abril de 1993      | Parken Stadium  | F.C. Copenhagen | 0–4       | Brøndby IF      | DSL   |
| 13 de junio de 1993      | Brøndby Stadium | Brøndby IF      | 2–3       | F.C. Copenhagen | DSL   |
| 8 de agosto de 1993      | Brøndby Stadium | Brøndby IF      | 0–1       | F.C. Copenhagen | DSL   |
| 16 de octubre de 1993    | Parken Stadium  | F.C. Copenhagen | 3–1       | Brøndby IF      | DSL   |
| 24 de abril de 1994      | Parken Stadium  | F.C. Copenhagen | 2–1       | Brøndby IF      | DSL   |
| 29 de mayo de 1994       | Brøndby Stadium | Brøndby IF      | 1–0       | F.C. Copenhagen | DSL   |
| 23 de septiembre de 1994 | Parken Stadium  | F.C. Copenhagen | 2–1       | Brøndby IF      | DSL   |
| 30 de octubre de 1994    | Brøndby Stadium | Brøndby IF      | 0–4       | F.C. Copenhagen | DSL   |
| 17 de abril de 1995      | Brøndby Stadium | Brøndby IF      | 2–3       | F.C. Copenhagen | DSL   |
| 18 de junio de 1995      | Parken Stadium  | F.C. Copenhagen | 1–0       | Brøndby IF      | DSL   |
| 13 de julio de 1995      | Farum Park      | F.C. Copenhagen | 1–1       | Brøndby IF      | DLC   |
| 27 de agosto de 1995     | Brøndby Stadium | Brøndby IF      | 1–4       | F.C. Copenhagen | DSL   |
| 24 de marzo de 1996      | Parken Stadium  | F.C. Copenhagen | 0–3       | Brøndby IF      | DSL   |
| 16 de abril de 1996      | Parken Stadium  | F.C. Copenhagen | 2–0       | Brøndby IF      | DLC   |
| 23 de mayo de 1996       | Parken Stadium  | F.C. Copenhagen | 0–4       | Brøndby IF      | DSL   |
| 31 de julio de 1996      | Parken Stadium  | F.C. Copenhagen | 2–3       | Brøndby IF      | DSL   |
| 20 de octubre de 1996    | Parken Stadium  | F.C. Copenhagen | 1–2       | Brøndby IF      | DSL   |
| 19 de mayo de 1997       | Brøndby Stadium | Brøndby IF      | 2–0       | F.C. Copenhagen | DSL   |
| 23 de julio de 1997      | Brøndby Stadium | Brøndby IF      | 2–0       | F.C. Copenhagen | DSC   |
| 22 de agosto de 1997     | Parken Stadium  | F.C. Copenhagen | 4–1       | Brøndby IF      | DSL   |
| 20 de abril de 1998      | Brøndby Stadium | Brøndby IF      | 2–0       | F.C. Copenhagen | DSL   |
| 21 de mayo de 1998       | Parken Stadium  | F.C. Copenhagen | 1–4       | Brøndby IF      | DC    |
| 24 de mayo de 1998       | Parken Stadium  | F.C. Copenhagen | 1–4       | Brøndby IF      | DSL   |
| 30 de agosto de 1998     | Parken Stadium  | F.C. Copenhagen | 1–0       | Brøndby IF      | DSL   |
| 14 de marzo de 1999      | Brøndby Stadium | Brøndby IF      | 3–2       | F.C. Copenhagen | DSL   |
| 28 de mayo de 1999       | Parken Stadium  | F.C. Copenhagen | 1–0       | Brøndby IF      | DSL   |
| 20 de septiembre de 1999 | Brøndby Stadium | Brøndby IF      | 3–1       | F.C. Copenhagen | DSL   |
| 7 de noviembre de 1999   | Parken Stadium  | F.C. Copenhagen | 1–1       | Brøndby IF      | DSL   |
| 21 de mayo de 2000       | Brøndby Stadium | Brøndby IF      | 1–1       | F.C. Copenhagen | DSL   |
| 27 de agosto de 2000     | Parken Stadium  | F.C. Copenhagen | 2–1       | Brøndby IF      | DSL   |
| 8 de noviembre de 2000   | Brøndby Stadium | Brøndby IF      | 2–0       | F.C. Copenhagen | DC    |
| 1 de abril de 2001       | Brøndby Stadium | Brøndby IF      | 1–2       | F.C. Copenhagen | DSL   |
| 10 de junio de 2001      | Parken Stadium  | F.C. Copenhagen | 3–1       | Brøndby IF      | DSL   |
| 16 de septiembre de 2001 | Brøndby Stadium | Brøndby IF      | 2–0       | F.C. Copenhagen | DSL   |
| 9 de diciembre de 2001   | Brøndby Stadium | Brøndby IF      | 1–0       | F.C. Copenhagen | DSL   |
| 12 de mayo de 2002       | Parken Stadium  | F.C. Copenhagen | 1–1       | Brøndby IF      | DSL   |
| 24 de agosto de 2002     | Parken Stadium  | F.C. Copenhagen | 2–1       | Brøndby IF      | DSL   |
| 6 de abril de 2003       | Parken Stadium  | F.C. Copenhagen | 1–1       | Brøndby IF      | DSL   |
| 9 de abril de 2003       | Brøndby Stadium | Brøndby IF      | 1–0       | F.C. Copenhagen | DC    |
| 18 de junio de 2003      | Brøndby Stadium | Brøndby IF      | 0–1       | F.C. Copenhagen | DSL   |
| 23 de agosto de 2003     | Brøndby Stadium | Brøndby IF      | 0–1       | F.C. Copenhagen | DSL   |
| 9 de noviembre de 2003   | Brøndby Stadium | Brøndby IF      | 2–2       | F.C. Copenhagen | DSL   |
| 13 de mayo de 2004       | Parken Stadium  | F.C. Copenhagen | 1–0       | Brøndby IF      | DSL   |
| 19 de septiembre de 2004 | Parken Stadium  | F.C. Copenhagen | 1–3       | Brøndby IF      | DSL   |
| 12 de diciembre de 2004  | Parken Stadium  | F.C. Copenhagen | 1–1       | Brøndby IF      | RL    |
| 17 de febrero de 2005    | Brøndby Stadium | Brøndby IF      | 0–2       | F.C. Copenhagen | RL    |
| 6 de abril de 2005       | Brøndby Stadium | Brøndby IF      | 1–0       | F.C. Copenhagen | DC    |
| 10 de abril de 2005      | Parken Stadium  | F.C. Copenhagen | 3–0       | Brøndby IF      | DSL   |
| 20 de abril de 2005      | Parken Stadium  | F.C. Copenhagen | 2–2       | Brøndby IF      | DC    |
| 16 de mayo de 2005       | Brøndby Stadium | Brøndby IF      | 5–0       | F.C. Copenhagen | DSL   |
| 21 de septiembre de 2005 | Brøndby Stadium | Brøndby IF      | 1–1       | F.C. Copenhagen | DSL   |
| 8 de diciembre de 2005   | Parken Stadium  | F.C. Copenhagen | 1–1       | Brøndby IF      | RL    |
| 9 de febrero de 2006     | Brøndby Stadium | Brøndby IF      | 1–2       | F.C. Copenhagen | RL    |
| 5 de marzo de 2006       | Brøndby Stadium | Brøndby IF      | 1–0 (aet) | F.C. Copenhagen | DC    |
| 12 de marzo de 2006      | Brøndby Stadium | Brøndby IF      | 3–0       | F.C. Copenhagen | DSL   |
| 30 de abril de 2006      | Parken Stadium  | F.C. Copenhagen | 0–0       | Brøndby IF      | DSL   |
| 16 de julio de 2006      | Farum Park      | F.C. Copenhagen | 0–1       | Brøndby IF      | DLC   |
| 1 de octubre de 2006     | Parken Stadium  | F.C. Copenhagen | 1–0       | Brøndby IF      | DSL   |
| 5 de noviembre de 2006   | Parken Stadium  | F.C. Copenhagen | 3–1       | Brøndby IF      | DSL   |
| 11 de febrero de 2007    | Parken Stadium  | F.C. Copenhagen | 0–1       | Brøndby IF      | RL    |
| 18 de febrero de 2007    | Brøndby Stadium | Brøndby IF      | 1–3       | F.C. Copenhagen | RL    |
| 15 de marzo de 2007      | Brøndby Stadium | Brøndby IF      | 1–0       | F.C. Copenhagen | RL    |
| 9 de mayo de 2007        | Brøndby Stadium | Brøndby IF      | 0–1       | F.C. Copenhagen | DSL   |
| 23 de septiembre de 2007 | Brøndby Stadium | Brøndby IF      | 0–1       | F.C. Copenhagen | DSL   |
| 2 de diciembre de 2007   | Parken Stadium  | F.C. Copenhagen | 1–1       | Brøndby IF      | DSL   |
| 18 de mayo de 2008       | Brøndby Stadium | Brøndby IF      | 2–1       | F.C. Copenhagen | DSL   |
| 31 de agosto de 2008     | Brøndby Stadium | Brøndby IF      | 1–0       | F.C. Copenhagen | DSL   |
| 2 de marzo de 2009       | Brøndby Stadium | Brøndby IF      | 0–1       | F.C. Copenhagen | DSL   |
| 17 de mayo de 2009       | Parken Stadium  | F.C. Copenhagen | 4–0       | Brøndby IF      | DSL   |
| 30 de agosto de 2009     | Parken Stadium  | F.C. Copenhagen | 1–1       | Brøndby IF      | DSL   |
| 14 de marzo de 2010      | Parken Stadium  | F.C. Copenhagen | 2–0       | Brøndby IF      | DSL   |
| 5 de mayo de 2010        | Brøndby Stadium | Brøndby IF      | 0–2       | F.C. Copenhagen | DSL   |
| 19 de septiembre de 2010 | Parken Stadium  | F.C. Copenhagen | 2–0       | Brøndby IF      | DSL   |
| 20 de marzo de 2011      | Parken Stadium  | F.C. Copenhagen | 3–1       | Brøndby IF      | DSL   |
| 8 de mayo de 2011        | Brøndby Stadium | Brøndby IF      | 1–1       | F.C. Copenhagen | DSL   |
| 25 de septiembre de 2011 | Brøndby Stadium | Brøndby IF      | 1–2       | F.C. Copenhagen | DSL   |
| 27 de octubre de 2011    | Brøndby Stadium | Brøndby IF      | 0–3       | F.C. Copenhagen | DC    |
| 20 de noviembre de 2011  | Brøndby Stadium | Brøndby IF      | 2–1       | F.C. Copenhagen | DSL   |
| 5 de abril de 2012       | Parken Stadium  | F.C. Copenhagen | 3–1       | Brøndby IF      | DSL   |
| 18 de agosto de 2012     | Parken Stadium  | F.C. Copenhagen | 1–1       | Brøndby IF      | DSL   |
| 21 de octubre de 2012    | Parken Stadium  | F.C. Copenhagen | 1–0       | Brøndby IF      | DSL   |
| 5 de mayo de 2013        | Brøndby Stadium | Brøndby IF      | 0-0       | F.C. Copenhagen | DSL   |
| 28 de septiembre de 2013 | Brøndby Stadium | Brøndby IF      | 3-2       | F.C. Copenhagen | DSL   |
| 1 de diciembre de 2013   | Parken Stadium  | F.C. Copenhagen | 3–1       | Brøndby IF      | DSL   |
| 4 de mayo de 2014        | Brøndby Stadium | Brøndby IF      | 1-1       | F.C. Copenhagen | DSL   |

### Leyenda
- DSL – Superliga danesa
- DC – Copa de Dinamarca
- RL – Royal League
- DSC – Supercopa de Dinamarca
- DLC – Copa de la Liga de Dinamarca

## Estadísticas
Actualizado al 30 de abril de 2023
El total de partidos es de:
|       | Total | Victorias FCK | Empate | Victorias Brøndby |
| ----- | ----- | ------------- | ------ | ----------------- |
| DSL   | 100   | 47            | 24     | 29                |
| DC    | 12    | 3             | 2      | 7                 |
| RL    | 7     | 3             | 2      | 2                 |
| DSC   | 1     | 0             | 0      | 1                 |
| DLC   | 3     | 1             | 1      | 1                 |
| Total | 123   | 54            | 29     | 40                |

### Otras estadísticas
La mayor victoria/derrota fue en un partido de Superligaen tuvo lugar el 16 de mayo de 2005 en el Brøndby Stadium, cuando el Brøndby IF – F.C. Copenhagen acabó 5–0.
Mayor asistencia: 41.201 espectadores